# Supernoobs
Supernoobs (em Portugal: Super Novatos), é uma série animada de flash americana/canadense produzido por DHX Media para Teletoon, criada por Scott Fellows. A série é composta por quatro crianças que navegam através da escola média e combatem vírus do mal ao mesmo tempo. Primeiro, ele estreou no Cartoon Network no Reino Unido e na Irlanda, em 02 de novembro de 2015. No Brasil, estreou no Cartoon Network Brasil no dia 04 de abril de 2016. Em Portugal, estreou no Cartoon Network Portugal a 21 de março de 2016. Supernoobs é composto por 104 episódios e 2 temporadas.

## Personagens

### Principais
- Tyler Bowman (voz de Matt Hill): O líder do grupo e muitas vezes a voz da razão e da moralidade, mas muitas vezes distraídos especialmente para o seu próximo Amy Anderson, uma menina de seus sentimentos escolares. Ele é o portador do campo de azul batalha, que lhe dá o poder de se teletransportar e melhorar os seus sentidos naturais, dando como habilidades de leitura mente.
- Kevin Reynolds (voz de Richard Cox): Este é o membro mais irresponsável da equipe, muitas vezes usando sua batalha bola para se divertir ou fazer sugestões que recebem o grupo em apuros. É o portador do campo de batalha vermelho, o que lhe permite mudar de forma em várias formas, com uma mordaça running é que muitas vezes se torna um gambá ou algo diferente do que é tornar-se.
- Jennifer Shope (dublada por Tabitha St. Germain; Agatha Paulita no Brasil): A única menina no grupo e aquele com a mente mais científica, o que faz com que se considera o mais inteligente do grupo. Esfera roxa tem a batalha, o que lhe permite tirar partido das forças naturais, como água e eletricidade. Ela é chamado pelo sobrenome para seus amigos, enquanto a maioria dos adultos se referem a ela por seu primeiro nome.
- Theodore "Rouch" Roachmont (voz de Lee Tockar): O menor membro do grupo, com o cabelo vermelho rebelde, em que vários objetos podem ser encontrados na mesma. Embora não seja geralmente o quarterback da equipe, ocasionalmente, realiza brilhante, como a descoberta de combinar os campos de batalha para criar uma ideias de veículos. Ele também tende a se apaixonar por mulheres mais velhas que ele, como XR4Ti, seu professor de teatro e uma princesa estrangeira. Ele tem a esfera de batalha verde, dando-lhe o poder de voar e super-força através da expansão seus punhos.

### Secundarios
- Zenblock / Zen (voz de Michael Adamthwaite): É um alienígena azul que está constantemente acompanhado por Mem, fisicamente idênticos, para além da suas cores, dentes, e a forma do nariz. Zen é bruto da dupla, mas como Mem, em grande parte, não estão familiarizados com a cultura da Terra. Eles foram enviados para a Terra pela Aliança Beneficente para recrutar guerreiros para lutar contra o vírus, mas confundiu os quatro rapazes paintball equipe com soldados. Como Mem, ele tem a capacidade de se transformar em humano para passar despercebido na civilização.
- Memnock / Mem (voz de Bill Mondy): É um estrangeiro e companheiro Zen amarelo, que, como o seu parceiro tem uma armadura especial que lhe dá poderes semelhantes aos Noobs. Mem tem uma voz mais suave e é mais sensível do que o seu colega. Mem e Zen têm a tendência a culpar uns aos outros para que as coisas, como a definição de erro de Supernoobs, embora geralmente vêm em seu auxílio durante as batalhas.
- XR4Ti (voz de Rebecca Shoichet): A inteligência feminina que controla a nave espacial Nem Zen ea Galacticus. XR4Ti é muitas vezes a voz da razão, ainda mais do que os próprios alienígenas, mas refere-se a limitações de ser uma equipe sem poder de agir por conta própria.
- Jock Jockerson (voz de Michael Adamthwaite): Um colega de classe dos rapazes, que se destaca por seu grande tamanho e capacidade atlética, Jock é um valentão que muitas vezes se refere a si mesmo na terceira pessoa. Não é sensato, ele fica irritado com facilidade, e muitas vezes termina em roupa interior, como resultado das desventuras de supernoobs.
- Director Warmerammer (dublado por Maryke Hendrikse): O diretor da Escola de Cornbury ", que é suspeito de suas atividades como parece não se preocupar com os eventos que ocorrem em torno deles.
- Amy Anderson (voz Maryke Hendrikse): Um estudante a quem Tyler é atraída, apesar da falta de confiança para se aproximar e falar com ela. Apesar disso, ela parece retribuir os seus sentimentos, até certo ponto, sem perceber ele se apaixona por seu super-herói alter ego, após a salva de um ataque de vírus. Ele também provou ser corajoso para tentar enfretarse-se, por vezes, os seres humanos infectados.
- Sue newswoman (dublado por Tabitha St. Germain): O locutor que muitas vezes cobre as histórias das desventuras dos garotos.
- Sr. y Sra. Shope (voz de Doron de Bell y Kathleen Barr): São os pais da Shope
- Sra. Bowman: É a mãe de Tyler. Curiosamente, seu marido (nesse caso, pai de Tyler) nunca foi apresentado ou mencionado na série.
- Sr. e Sra. Roachmont: São os pais de Rouch.
- Treinador Huntz: O professor de educação física da escola dos garotos.